# Alexander Dolgun
Alexander Dolgun (ur. 29 września 1926 roku, zm. 28 sierpnia 1986 roku) – amerykański więzień radzieckich łagrów. Swoje wspomnienia z pobytu w obozach opisał w roku 1975, gdy zezwolono mu na wyjazd ze Związku Radzieckiego do ojczystych Stanów Zjednoczonych.

## Lata przed Gułagiem
Alexander Dolgun urodził się w dzielnicy Bronx w Nowym Jorku w rodzinie Michaela Dolguna – imigranta z Polski oraz jego żony, Annie Dolgun. W roku 1933 Michael Dolgun udał się do Związku Radzieckiego na krótkoterminowy kontrakt, by pracować jako technik w Moskiewskich Zakładach Motoryzacyjnych. Po roku pobytu w Moskwie zgodził się na kolejny roczny kontrakt pod warunkiem, że Związek Radziecki pokryje koszty przyjazdu jego rodziny do Moskwy. Jednak, gdy dobiegł końca drugi kontrakt Michaela Dolguna, w opuszczeniu ZSRR przeszkodziły mu, wprowadzone przez władze radzieckie, bariery biurokratyczne. Jego rodzina została uwięziona. Alexander Dolgun wraz ze swoją starszą siostrą, Stellą, dorastali w Moskwie podczas wielkiej czystki z końca lat 30. oraz w okresie II wojny światowej. W roku 1943 szesnastoletni wówczas Alexander Dolgun podjął pracę w ambasadzie USA w Moskwie.

## Gułag
Pod koniec roku 1948 Dolgun pracował jako urzędnik w ambasadzie. Pewnego dnia podczas przerwy obiadowej został niepodziewanie aresztowany przez funkcjonariuszy Ministerstwa Bezpieczeństwa Państwowego. Przetrzymywano go w niesławnym areszcie na Łubiance oraz więzieniu w Lefortowie. Został on bezpodstawnie oskarżony o szpiegostwo przeciwko Związkowi Radzieckiemu. Przetrzymał rok ograniczenia snu oraz posiłków, a ponadto brutalnych psychicznych i fizycznych tortur, które miały zmusić go do składania zeznań sędziemu śledczemu, pułkownikowi Sidorowowi. 
Po przetrwaniu okrutnego śledztwa i procesu, Dolgun został przewieziony do Suchanówki – byłego klasztoru prawosławnego, zamienionego na więzienie. Tam przetrwał kilka miesięcy ciężkich tortur. Był jednym z niewielu więźniów, którym udało się zachować w więzieniu zdrowie psychiczne. Pomogły mu w tym takie zajęcia, jak mierzenie różnych odległości w celi oraz dystansów, które pokonywał w trakcie spacerów. Oszacował, że w tamtym okresie łączna odległość, jaką przebył, wystarczyłaby do przemieszczenia się z Moskwy przez Europę i połowę szerokości Oceanu Atlantyckiego. Dolgun został w końcu zwolniony z więzienia, lecz otrzymał wyrok 25 lat pobytu w Gułagu - sieci obozów pracy, rozsianych po obszarach ZSRR. Został umieszczony w obozie w Dżezkaganie, na terenie dzisiejszego Kazachstanu. Pracował tam przez kilka miesięcy, po czym ponownie wezwano go do Moskwy. Jego sprowadzenie do stolicy było dziełem niesławnego generała Michaiła Riumina - człowieka nr 2 (po Wiktorze Abakumowie) w radzieckim Departamencie Bezpieczeństwa Państwowego oraz "reżysera" sprawy 
spisku lekarzy kremlowskich. Riumin zamierzał wykorzystać Dolguna w charakterze marionetki w pokazowym procesie. Osobiście torturował Amerykanina, by wymusić na nim przyznanie się do udziału w licznych spiskach przeciwko Związkowi Radzieckiemu. Przez kilka miesięcy Dolgun wytrzymywał znęcanie, nie ulegając naciskowi, aż do chwili, gdy zmiany polityczne doprowadziły do braku zainteresowania władz kontynuacją pokazowego procesu, a Dolguna odwieziono z powrotem do Dżezkaganu. Przetrzymywano go tam do roku 1956. Dolgun nie pracował w Kengirze, lecz w pobliskim obozie. W swojej autobiografii napisał jednak o powstaniu, które miało miejsce w Kengirze.

## Po wyjściu z więzienia
Po zwolnieniu z obozu Dolgun powrócił do Moskwy. Do warunków, na jakie przystał Dolgun, by móc wyjść na wolność, należało zaniechanie kontaktów z amerykańskimi władzami. Dolgun dowiedział się, że oboje jego rodziców torturowano, by zmusić ich do pogrążenia syna fałszywymi zeznaniami. Jego matka straciła w ten sposób zdrowie psychiczne.
Dolgun podjął pracę tłumacza. Zajmował się tłumaczeniem czasopism medycznych na język angielski dla Radzieckiego Urzędu Zdrowia. Poza tym zaprzyjaźnił się z kilkoma znanymi byłymi więźniami łagrów, m.in. z George'em Tenno oraz Aleksandrem Sołżenicynem. Sołżenicyn zawarł niektóre ze wspomnień Dolguna w swojej książce pt. "Archipelag GUŁag".
W roku 1965 Dolgun wziął ślub. Jego pierwszy syn, Andrew, przyszedł na świat w 1966 roku. Rok później zmarła jego matka, a w roku 1968 - ojciec. W roku 1971, dzięki staraniom siostry Dolguna - Stelli, której udało się uciec z ZSRR w roku 1946 oraz ambasadora Johna P. Humesa, Amerykanin otrzymał wizę wyjazdową i przeprowadził się do USA, a dokładniej - do Rockville w stanie Maryland. Dolgun podjął pracę w Narodowym Instytucie Zdrowia. W roku 1975 wydał książkę: "Opowieść Aleksandra Dolguna: Amerykanin w Gułagu", którą napisał wspólnie z Patrickiem Watsonem. Książka zawiera szczegółowy opis doświadczeń autora w sowieckich łagrach. Stała się bestsellerem.
Doświadczenia Dolguna negatywnie odbiły się na stanie jego zdrowia. Cierpiał na różne schorzenia. W roku 1972 ambasada amerykańska wypłaciła mu 22 000 dolarów zaległej pensji za służbę w latach 1949–56. Dolgun stwierdził, że rekompensata go nie zadowala i że należą mu się przynajmniej odsetki.
Dolgun zmarł 28 sierpnia 1986 roku, w wieku 59 lat, w Potomac w stanie Maryland, w wyniku niewydolności nerek.